# Forfulgt af eks'erne
Forfulgt af eks'erne (engelsk: Ghosts of Girlfriends Past, også kendt som X-kærester) er en amerikansk romantisk komediefilm fra 2009, hvis plot løst er baseret på Charles Dickens' Et juleeventyr. Mark Waters instruerede efter manuskript af Jon Lucas og Scott Moore. Indspilningerne fandt sted fra februar 2008 til juli 2008 i Massachusetts og på rollelisten er blandt andet Matthew McConaughey, Jennifer Garner og Lacey Chabert. Filmen havde premiere d. 1. maj 2009 i USA og d. 29. maj 2009 i Danmark. 
Forfulgt af eks'erne udspiller sig på en bryllupsdag og dagen før, i stedet for den vanlige juleaftensdag og juledag fra Et juleeventyr. De tre spøgelser optræder på samme oprindelig beskrivelse fra historien og filmen følger de traditionelle linjer fra bogen.

## Plot
Connor Mead (Matthew McConaughey) er en berømt fotograf og berygtet skørtejæger. Han tager en pause fra sit ungkarleliv for at deltage i sin brors bryllup, hvor han igen møder Jenny Perotti (Jennifer Garner), den eneste pige der nogensinde har vundet hans hjerte. Efter at have givet sin fulde mening om, hvordan kærlighed ikke findes til kende under prøvemiddagen, møder han sin onkel Waynes spøgelse (Michael Douglas), en Hefner-lignende charlatan, der har lært Connor alt han ved om at score kvinder. Onkel Wayne fortæller Connor, at han i løbet af natten vil få besøg af 3 spøgelser, der vil lede ham igennem hans romantiske fortid, nutid og fremtid. 
Det første spøgelse, som besøger Connor, er "Spøgelset for ekskæresterne" i form af Allison Vandermeersh (Emma Stone), en af hans high school-kærester og hans første sexpartner. Sammen besøger de dele af hans fortid, med fokus på hans forhold til Jenny. Connor og Jenny var rigtig gode venner som små; hun gav ham hans første polaroid-kamera, som han bruger til at tage et billede af hende, som han lover at beholde for altid. I middle school er de tæt på at blive kærester, men på grund af Connors tøven til at spørge Jenny ud og danse til en fest, danser og kysser Jenny med en anden dreng. Sønderknust får Connor at vide af Wayne, at han, for alt i verden, skal undgå kærlighed for at undgå at mærke en sådan smerte igen. De næste to år oplærer Wayne Connor i forførelsens knust. Næste gang han ser Jenny til en fest, ignorerer han hende og er sammen med Allison. Flere år senere, som voksne, blusser kærligheden mellem Connor og Jenny op igen, og Jenny tvinger Connor til at gøre kur til hende i flere uger for at slippe af med hans ungkarlevaner. Efter endelig at være sammen, forelsker Connor sig i Jenny, men går i panik og forlader hende, så han ikke kan blive såret af hende. Jenny vågner op uden Connor ved siden af og er sønderknust. Hans forhold derfra er kun korte flirts. 
Connor vågner op tilbage i Mead-huset i nutiden og kommer ved et uheld til at ødelægge Paul og Sandras bryllupskage og hans forsøg på at forenes med Jenny lykkedes heller ikke. Samtidig med at han stormer ud af huset i afmagt, møder han "Spøgelset for kæresterne" i form af hans assistent Melanie (Noureen DeWulf), den eneste stabile kvinde i hans liv. Med hende ser han hvor sjovt de andre bryllupsgæster har det på hans bekostning. Paul forsvarer sin bror og genkalder sig, hvordan Connor hjalp til med at opfostre ham efter deres forældres død og håber, at Connor engang vil kunne ændre sig til det bedre. Connor ser også hvordan Jenny bliver trøstet af Brad (Daniel Sunjata) og bliver frustreret over, hvordan hans egne handlinger og attitude bringer de to sammen. Han bliver endnu mere frustreret, da han finder ud af, at Melanie og tre kvinder, han tidligere har slået op med over en videokonference, er blevet veninder efter at kunne dele deres had til deres fælles ekskæreste. 
Da han vender tilbage efter sine besøg med Melanie, finder Connor en meget vred Sandra, der har fundet ud af, at Paul har været sammen med en af brudepigerne for flere år siden, hvilket er noget Connor kom til at nævne tidligere samme aften. Connor forsøger at gøre tingene bedre, men gør det kun værre og Paul beder ham om at forsvinde. På sin vej ud bliver han mødt af "Spøgelset for fremtidens kærester" (Olga Maliouk), som tager ham med frem i tiden, hvor de ser, at Jenny bliver gift med Brad, mens Paul slet ikke bliver gift. Længere inde i fremtiden, ser de, at Paul er den eneste sørgende ved Connors begravelse. Wayne dukker op og fortæller Connor, at sådan vil hans fremtid blive, hvis han fortsætter ad samme sti, og skubber ham til sidst ned i den åbne grav, hvor hans mange ekskærester begraver ham. 
Connor vågner op tilbage i Mead-huset og finder ud af, at Sandra har aflyst brylluppet og er på vej til lufthavnen. Han standser bilen med brud og brudepiger ved at køre Waynes gamle amerikaner-bil ned ad en snedækket bakke og ned i en sø. Han får overbevist Sandra om at tilgive Paul ved at fortælle om hans egne fejltagelser, især at fortrydelsen over aldrig at have risikeret sit hjerte til nogen, er langt større end smerten af et knust hjerte. Connor hjælper Jenny med at få brylluppet op og stå igen og ender med at blive genforenet med hende til sidst under brylluppet.

## Medvirkende
- Matthew McConaughey som Connor 'Dutch' Mead
- Jennifer Garner som Jenny Perotti
- Michael Douglas som Wayne Mead
- Breckin Meyer som Paul Mead
- Lacey Chabert som Sandra Volkom
- Emma Stone som Allison Vandermeersh, Spøgelset for ekskæresterne
- Daniel Sunjata som Brad Frye
- Noureen DeWulf som Melanie, Spøgelset for kæresterne
- Anne Archer som Vonda Volkom
- Amanda Walsh som Denice
- Christina Milian som Kalia
- Camille Guaty som Donna
- Rachel Boston som Deena
- Robert Forster som Sergent Major Mervis Volkom
- Micah Sherman som første brudesvend
- Albert M. Chan som Sam, anden brudesvend
- Michael Anastasia som tredje brudesvend
- Olga Maliouk som Spøgelset for fremtidens kærester
- Stephanie Oum som Kako
- Timothy Alexson som bartender

## Produktion
"Forfulgt af eks'erne" blev oprindeligt sat op med Touchstone Pictures med Ben Affleck til at spille hovedrollen, men han sprang fra.  Filmen blev optaget på Castle Hill i Ipswich, Massachusetts. Filmen forener for første gang siden "Farligt begær" i 1987, Michael Douglas og Anne Archer, selvom de ikke havde nogle scener sammen i "Forfulgt af eks'erne". Jennifer Garner og Christa B. Allen medvirkende igen sammen for første gang siden "13 snart 30" fra 2004, og de spiller igen den ældre og yngre version af samme karakter. 
Castet til "Forfulgt af eks'erne" blev udvalgt af Hollywood-veteranen casting-instruktøren Marci Liroff.

## Soundtrack
1. "Ghosts of Girlfriends Past" - All Too Much featuring Matthew Sweet
2. "Hush" - Gavin Rossdale
3. "Got a Lot of Love for You Baby" - The Ralph Sall Experience
4. "Keep on Loving You" - REO Speedwagon
5. "You Can't Hurry Love" - The Ralph Sall Experience
6. "Ladies Night" - Kool & the Gang
7. "The Safety Dance" - Men Without Hats
8. "Yeah (Dream of Me)" - All Too Much
9. "Holding Back the Years" - Simply Red
10. "Sleep" - All Too Much

## Modtagelse

### Kritiske modtagelse
I januar 2011 modtog filmen negative anmeldelser og har en rating på 27% på Rotten Tomatoes, hvilket er baseret på 136 anmeldelser." Metacritic lister den med 34 ud af 100, hvilket indikerer "generelt dårlige anmeldelser", baseret på 29 anmeldelser.

### Indtjening
I filmens premiereweekend film indtjente den som #2 med en indtjening på 87,2 mio. kr. (3.175 biografer, 27.000 kr. i gennemsnit), hvilket var langt bag X-Men Origins: Wolverines 481 mio. kr. indtjening. Filmen indtjente 312 mio. kr. i USA og Canada og indtjente verden over 578 mio. kr..

## Eksterne links
- Officiel hjemmeside Arkiveret 3. juni 2013 hos  Wayback Machine
- Forfulgt af eks'erne på Internet Movie Database (engelsk)
- Forfulgt af eks'erne på Filmdatabasen
- Forfulgt af eks'erne på Scope
- Forfulgt af eks'erne i Svensk Filmdatabas (svensk)
- Forfulgt af eks'erne på AlloCiné (fransk)
- Forfulgt af eks'erne på MovieMeter (nederlandsk)
- Forfulgt af eks'erne på AllMovie (engelsk)
- Forfulgt af eks'erne hos American Film Institute (engelsk)
- Forfulgt af eks'erne på Turner Classic Movies (engelsk)
- Forfulgt af eks'erne på The Movie Database (engelsk)
- Forfulgt af eks'erne Arkiveret 30. januar 2013 hos  Wayback Machine på Box Office Mojo